# Сар'ю (притока Ілича)
Сар'ю́ (рос. Саръю, Сарью) — річка в Республіці Комі, Росія, права притока річки Ілич, правої притоки річки Печора. Протікає територією Троїцько-Печорського району.
Річка протікає на південь, південний схід, південний захід, північний захід, захід, південь, південний схід, південь, південний схід, південь, південний схід, схід, південний схід та південний захід. Впадає до Ілича в районі колишнього присілка Сар'юдін, на північ від болота Кузляйста-Єгранюр (Кузляйста-Єлганюр).
Притоки:
- ліві — Матка-Йоль (Маткаєль), без назви (довжина 11 км[1]), Мала Сар'ю